# Ferdinand Bordewijk
Ferdinand Bordewijk (Ámsterdam, 10 de octubre de 1884-La Haya, 28 de abril de 1965) fue un novelista neerlandés, autor de la trilogía Blokken (1931), Knorrende beesten (1933) y Bint (1934), y de la novela Karakter (1938). Fue galardonado en 1953 con el Premio P.C. Hooft y en 1957 con el Premio Constantijn Huygens por el conjunto de su obra literaria. La adaptación cinematográfica de su novela, Carácter (1997, dirigida por Mike van Diem), ganó el Óscar a la mejor película internacional en 1997.    
Junto a Simon Vestdijk, está considerado uno de los novelistas fundamentales de la literatura holandesa contemporánea.   

## Biografía
Ferdinand Johan Wilhelm Christiaan Karel Emiel Bordewijk —más tarde redujo sus tres nombres a uno, Ferdinand— nació en Ámsterdam, hijo de un trabajador del mantenimiento de aguas. Con diez años, su familia se trasladó a La Haya, donde él completó el gymnasium en Hoge Westeinde. Estudió Derecho en la Universidad de Leiden y se doctoró en 1913 en la misma universidad. Hasta 1919 trabajó en una oficina en Róterdam, que inspiraría el bufete de Mr. Stroomkoning de su novela Karakter (1938); también en Rotérdam impartió clases de derecho comercial en la Escuela de Comercio. En 1919 pasó a ser abogado en la ciudad de Schiedam, pero siguió viviendo en La Haya hasta su muerte, con la excepción de un breve período de 1945, cuando el bombardeo en Bezuidenhout le impidió regresar a casa.   
Estuvo casado con la compositora Johanna Bordewijk-Roepman, con quien tuvo dos hijos. Con ella colaboró en la escritura de la ópera Rotonda (1941).   
Ferdinand Bordewijk murió de neumonía el 28 de abril de 1965 y fue enterrado en el cementerio Oud Eik en Duinen de La Haya.

## Producción literaria

### Etapa de preguerra
En 1916 Bordewijk publicó su primer poemario, Paddestoelen, con el seudónimo 'Ton Ven', si bien pasó desapercibido para la crítica. Poco tiempo más tarde escribió los Cuentos fantásticos (publicados en tres entregas entre 1919, 1923 y 1924), que ya prefiguraban algunos de los rasgos de su escritura posterior, como el uso de temas y motivos grotescos (la deformidad, la locura, la criminalidad o el sexo). La crítica de su tiempo reaccionó negativamente ante estos cuentos, pues se consideró a su autor como un mero imitador de Edgar Allan Poe. Una reseña fechada el 23 de julio de 1823 en el periódico Voorwaarts niega que Bordewijk llegue a ser ni siquiera la sombra de Poe.
Ferdinand Bordewijk obtuvo más reconocimiento al publicar la trilogía de novelas breves Blokken (1931), Knorrende beesten (1933) y Bint (1934), aún inéditas en español. La primera de ellas es una novela distópica precursora de Un mundo feliz de Aldous Huxley, donde se articula una crítica al comunismo que fue censurada en el momento de su publicación. Estas novelas anteriores a la guerra pueden relacionarse con corrientes como el realismo mágico, el surrealismo o el expresionismo. De hecho, el escritor Frans Kellendock ha comparado Rood paleis (1936) con La montaña mágica de Thomas Mann y el investigador Hans Anten ha relacionado su estilo onirista con el de Franz Kafka.

### Guerra y posguerra
Durante la Segunda Guerra Mundial, la familia Bordewijk estuvo involucrada en la resistencia neerlandesa. Él publicó, bajo el seudónimo de 'Emile Mandeau', la novela Verbrande heirs (1944) en la editorial De Bezige Bij, y su mujer compuso la música para la canción Jug Zwanniken. Poco antes de terminar la guerra, la casa familiar fue destruida en un bombardeo y Ferdinand también quedó malherido. Tras la Segunda Guerra Mundial, Bordewijk publicó las novelas Noorderlicht (1948) y Bloesemtak (1955), entre otras, y presidió el Consejo de Honor de la Literatura, organización que impedía la publicación de autores colaboracionistas. Las novelas que Bordewijk escribió a partir de la guerra son ejemplos del nuevo objetivismo, una corriente que prioriza el retrato moral de los personajes como reacción al expresionismo. De hecho, en sus últimas novelas, como Tijding van ver (1961), los personajes son más tipos prefigurados que sujetos humanos.   

## Legado
Su archivo personal se conserva en el Literatuur Museum (La Haya) e incluye la correspondencia con otros escritores (como CJE Dinaux, Til Brugman, NA Donkersloot), el manuscrito de Bloesemtak y un guion cinematográfico de Blint, entre otras cosas.
Desde 1979, la Jan Campert Foundation entrega en su honor el Premio Ferdinand Bordewijk a la mejor obra neerlandesa en prosa, otorgado, por ejemplo, a Jan van Aken o a Paul Verhaeghen.    

## Obras seleccionadas

### Narrativa
- Fantastische vertellingen, verhalen, 1919 (Cuentos fantásticos)
- Fantastische vertellingen, tweede bundel, 1923 (Cuentos fantásticos, segunda serie)
- Fantastische vertellingen, derde bundel, 1924 (Cuentos fantásticos, tercera serie)
- Blokken, 1931 (Bloques)
- Knorrende beesten; de roman van een parkeerseizoen, 1933 (Gruñidos de bestias)
- Bint, de roman van een zender, 1934 (Bint)
- Rood paleis, ondergang van een eeuw, 1936 (Palacio rojo)
- Karakter, rom van zoon en vader, 1938, traducida al español como Carácter (2017, Jus Ediciones)[5]
- Apollyon, 1941 (Apollyon)
- Noorderlicht, 1948 (Luces del norte)
- Bloesemtak, 1955 (Ramas en flor)
- Tijding van ver, 1961 (Noticias lejanas)

### Poesía
- Paddestoelen, 1916 (Hongos), publicada bajo el seudónimo de 'Ton Ven'

### Otros géneros
- Rotonde, 1948 (folleto de ópera)

## Adaptaciones cinematográficas
Los primeros intentos de llevar las obras de Bordewijk a la pantalla sucedieron poco tiempo tras su muerte, en los años setenta. Más tarde, a finales de los noventa, la película de Mike van Diem incitó un redescubrimiento de su obra. 
- Karakter (1971), miniserie dirigida por Walter van der Kamp.
- Bint (1972), película televisiva dirigida y adaptada por Jan Blokker.
- Karakter (1997), película de Mike van Diem, ganadora del Óscar a la mejor película internacional.